# Sten Mellgren
Sten Mellgren (Oskarshamn, 28 agosto 1900 – 3 settembre 1989) è stato un calciatore svedese, di ruolo difensore.

## Carriera

### Club
Giocò sempre il campionato svedese.

### Nazionale
Con la sua Nazionale partecipò ai Giochi olimpici del 1924, nei quali conquistò la medaglia di bronzo.